# Кірімяе
Кі́рімяе (ест. Kirimäe küla) — село в Естонії, у волості Ляене-Ніґула повіту Ляенемаа.

## Населення
Чисельність населення на 31 грудня 2011 року становила 117 осіб.

## Географія
Через населений пункт проходить автошлях 16136 (Таебла — Кулламаа).

## Історія
Село утворилося на місці маєтку Кірімяе (Kirimäe mõis, нім. Kirrmäggi), заснованого 1422 року.
До 27 жовтня 2013 року село входило до складу волості Таебла.